# Марущенко-Богдановський Андріан Федорович
Андріа́н Фе́дорович Мару́щенко (Марущенко-Богдановський) (17 серпня 1897, м. Київ — 1940) — підполковник Армії УНР.

## Життєпис

Перед врученням Залізних Хрестів «За Зимовий похід і бої» в таборі Вадовиці, Польща, 27 лютого 1921 р.
Зліва направо: Андріан Марущенко-Богдановський, Юрій Тисаревський, Іван Омелянович-Павленко, Атаназій Гонта, Грицько Скоблик, Олександр Коломенський, Дмитро Жупінас

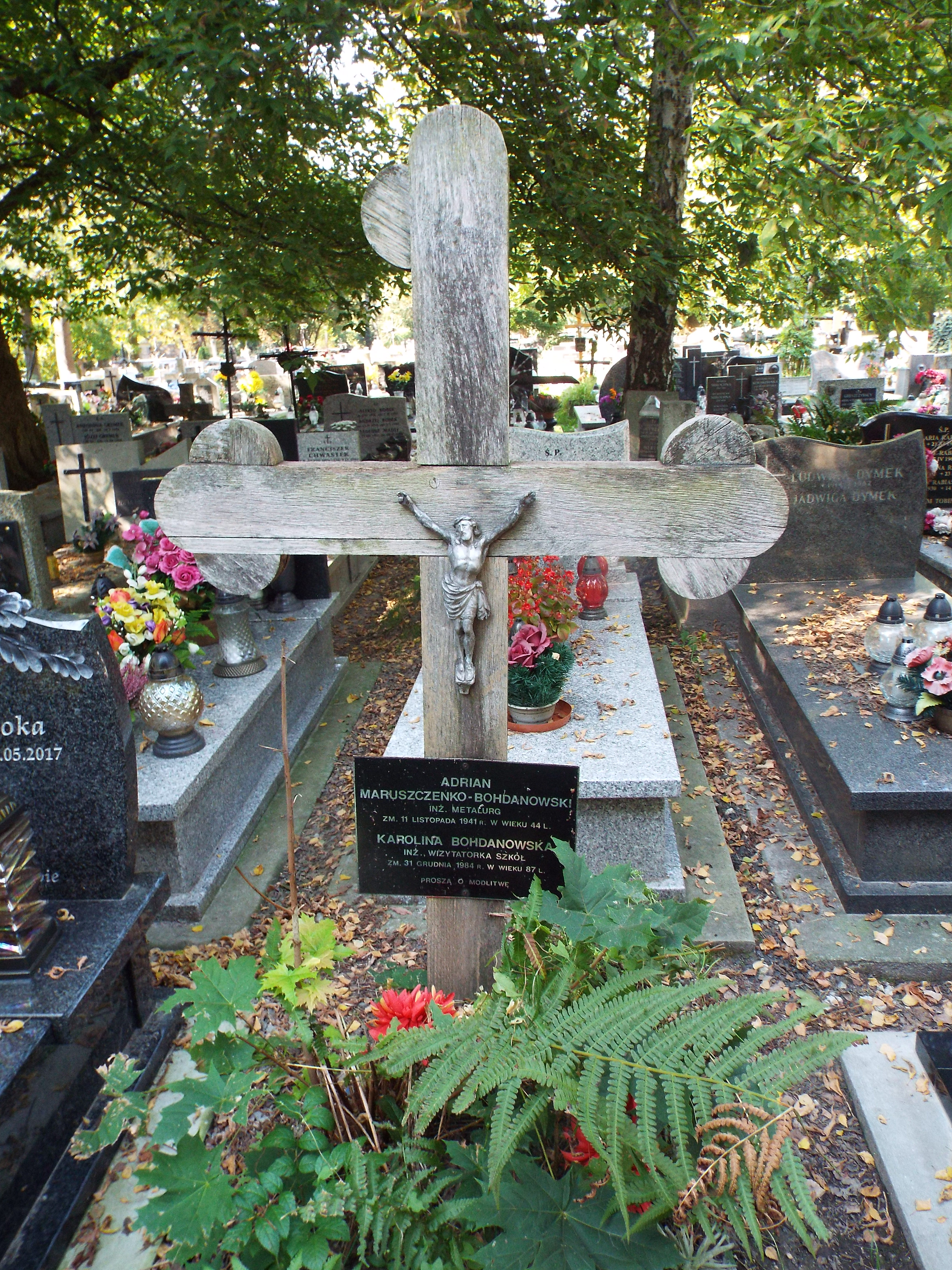
Поховання Адріяна Марущенко-Богданівського. Краків, Раковицький цвинтар. Фото 2021 р.

Народився в Києві, у родині залізничника. Закінчив реальне училище, з початком Першої Світової війни пішов добровольцем на фронт. Був тричі поранений. Нагороджений відзнаками Св. Георгія IV, III та II ступеня. За бойові заслуги підвищений до звання прапорщика.
У 1917 р. — хорунжий полку ім. Наливайка військ Центральної Ради. З січня 1918 р. — молодший страшина Гайдамацького Коша Слобідської України. У 1919 р. ад'ютант інспектора кінноти, помічник командира 1-го кінного Лубенського полку Дієвої армії УНР з господарчої частини. Після переходу частини полку на бік білих 20 листопада 1919 р. приєднався з залишками полку до 2-го кінного Переяславського полку Дієвої армії УНР. Був ад'ютантом полку, на цій посаді брав участь у Першому Зимовому поході. З 13 вересня 1920 р, — ад'ютант командира 1-ї бригади Окремої кінної дивізії Дієвої армії УНР. З 15 квітня 1921 р. — начальник штабу 1-ї бригади Окремої кінної дивізії Дієвої армії УНР.
Автор історії 1-го кінного Лубенського ім. М. Залізняка полку та спогадів. У 1920—30-х рр. жив на еміграції у Польщі. Від 1923 року став членом Української спілки військових інвалідів Окремої кінної дивізії. Працював фізично на вугільних копальнях. Був активістом Спілки українських студентів, фінансово підтримував Стипендійний фонд імені Симона Петлюри. У 1923—1925 рр. навчався в Українській господарській академії в Подебрадах, закінчив Гірничо-ливарну академію в Кракові. Член Українського технічного товариства.
У Кракові мешкав по вул. Miejska 4/6.
Помер від сухот у Кракові у Польщі. Похований на Раковицькому цвинтарі разом з Кароліною Богданівською (інженер, інспектор шкіл, померла 31.12.1984 р. у віці 87 років) — поле LXXIII, ряд 27, місце 9, 50.076158, 19.953054).

## Вшанування пам'яті
28 травня 2011 року у мікрорайоні Оболонь було відкрито пам'ятник «Старшинам Армії УНР — уродженцям Києва». Пам'ятник являє собою збільшену копію ордена «Хрест Симона Петлюри». Більш ніж двометровий «Хрест Симона Петлюри» встановлений на постаменті, на якому з чотирьох сторін світу закріплені меморіальні дошки з іменами 34 старшин Армії УНР та Української Держави, які були уродженцями Києва (імена яких вдалося встановити історикам). Серед іншого вигравіруване й ім'я Андріана Марущенка.